# Biathlon letni
Biathlon letni – letnia odmiana biathlonu (w Polsce pod patronatem Polskiego Związku Biathlonu), łącząca biegi ze strzelectwem. Polega na biegu crossowym bez broni na określonym dystansie, w czasie którego zawodnicy dwa lub cztery razy zajmują stanowiska na strzelnicy, przyjmując pozycję stojącą lub leżącą, oddając za każdym razem po 5 strzałów. Rozgrywane są zawody kobiet i mężczyzn w kategoriach wiekowych:
- seniorów (od 23 roku życia)
- juniorów (20-22 lat)
- juniorów młodszych (17-19 lat)
- młodzików (15-16 lat)
- młodzików młodszych (12-14 lat)

## Zawody biathlonu letniego
Rozgrywane zawody:
- Mistrzostwa świata w biathlonie letnim
- Mistrzostwa Polski
- Puchar Polski
- Wojewódzkie mistrzostwa młodzików
- Powiatowe mistrzostwa młodzików

W Polsce rozgrywane są także zawody w ramach cyklu „Biathlon dla każdego”. Jest to organizowany od 2014 roku cykl zawodów dla dzieci, młodzieży i osób dorosłych, które rywalizując w biegu na krótkim dystansie z dwoma strzelaniami z broni laserowej i uczą się biathlonowej rywalizacji.

## Konkurencje
Biathlon letni jest zwykle rozgrywany w następujących konkurencjach:
- bieg indywidualny
- bieg sprinterski
- bieg pościgowy
- bieg masowy
- bieg sztafetowy
- sztafeta mieszana

Długość biegów zależy od kategorii wiekowej.